# 高田駅 (奈良県)

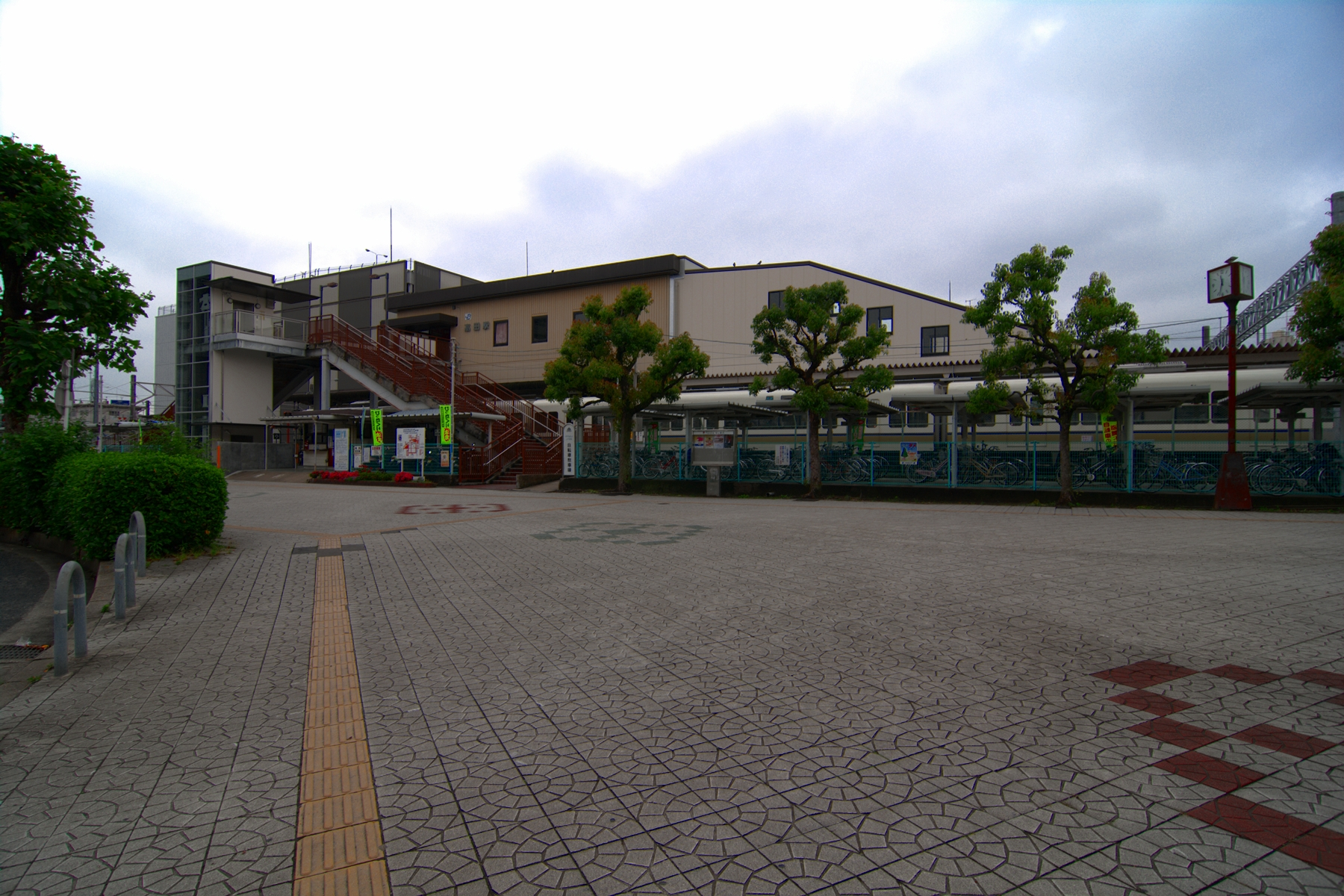
東口（2011年6月）

高田駅（たかだえき）は、奈良県大和高田市高砂町にある、西日本旅客鉄道（JR西日本）の駅である。

## 概要
大和高田市の代表駅で、アーバンネットワークエリアに入っており、当駅の所属線である和歌山線に、当駅を終点とする桜井線（万葉まほろば線）を加えた2路線が乗り入れている。桜井線の列車は一部をのぞき和歌山線へ直通する。和歌山線の主要駅で運行上の境界駅になっているので当駅で折り返す列車が多く、当駅始発の関西本線（大和路線）直通の快速・普通列車も運転されている。
JRグループ内では、九州旅客鉄道（JR九州）の長崎本線に高田駅（長崎県）があるため、その区別のため乗車券などには「（和）高田」と表示される。
桜井線については路線案内上では「万葉まほろば線」で統一されているため、以下「万葉まほろば線」と記載する。

## 歴史
- 1891年（明治24年）3月1日：大阪鉄道 (初代) の駅（終着駅）として開業[2][3]。
- 1893年（明治26年）5月23日：大阪鉄道が桜井駅まで延伸し、途中駅となる[2][4]。
- 1896年（明治29年）5月10日：南和鉄道が当駅から葛駅（現・吉野口駅）まで開業し、乗換駅となる[5]。
- 1900年（明治33年）6月6日：関西鉄道が大阪鉄道の路線を承継し、同社と南和鉄道の駅となる[2]。
- 1904年（明治37年）12月9日：関西鉄道が南和鉄道の路線を承継し、同社単独駅となる[5]。
- 1907年（明治40年）10月1日：関西鉄道が国有化され、帝国鉄道庁の駅となる[5][3][4]。
- 1909年（明治42年）10月12日：線路名称制定[2][5]。当駅を含む王寺駅 - 和歌山市駅間が和歌山線となり、当駅もその所属となる[5]。また、桜井駅方面は桜井線となる[2]。
- 1984年（昭和59年）
  - 2月1日：貨物の取り扱いを廃止[3]。
  - 8月1日：橋上駅舎化[6]。
  - 10月20日：荷物扱い廃止[3]。
- 1987年（昭和62年）4月1日：国鉄分割民営化により、JR西日本の駅となる[2][3][4]。
- 1999年（平成10年）2月18日：自動改札機を設置し、供用開始[7]。
- 2003年（平成15年）11月1日：ICカード「ICOCA」の利用が可能となる[8]。
- 2010年（平成22年）3月13日：路線愛称の制定により、桜井線の当駅 - 奈良駅間で「万葉まほろば線」の愛称を使用開始[9]。
- 2015年（平成27年）7月14日：キヨスク閉店。

## 駅構造
単式ホーム1面1線と島式ホーム1面2線、合計2面3線のホームを持つ地上駅で、橋上駅舎を有している。2・3番のりばが島式ホームである。1番のりばは主に朝夕のみに使われている。6両編成まで対応可能である。
王寺駅が管理している直営駅で、ICカード乗車券「ICOCA」の利用エリアに属している。自動券売機および自動改札機が設置されている。
改札内に男女別水洗トイレ（多目的トイレ併設）がある。

### のりば
| のりば | 路線                     | 方向 | 行先       | 備考             |
| ------ | ------------------------ | ---- | ---------- | ---------------- |
| 1・2   | 和歌山線                 | 上り | 王寺方面   | 日中は2番のりば  |
| 1・2   | 和歌山線                 | 下り | 和歌山方面 | 日中は2番のりば  |
| 1・2   | 万葉まほろば線（桜井線） | -    | 桜井方面   |                  |
| 3      | 和歌山線                 | 上り | 王寺方面   |                  |
| 3      | 万葉まほろば線（桜井線） | -    | 桜井方面   | 日中はこのホーム |

付記事項
- 万葉まほろば線は当駅が終端であるため、上表においては方向を省略した。
- 和歌山線の上り本線は1番のりば、下り本線は2番のりばである。当駅始発・終着の列車や、3方向で相互に乗り入れる列車が非常に多いことから発着のりばは複雑になっている。そのため、3番のりばに五条方面の列車がない（配線上、五条方面から3番のりばに出入りできない）以外は、特に停車ホームを方向別に区別せずに運用している。
- 王寺方面からの折り返し列車は、接続列車の有無にかかわらず3番のりばを基本とするが、朝夕ラッシュ時には2番のりばで折り返す列車も設定されている（1番のりばは王寺方からの入線に対応していないため、折り返し不可）。
- 2022年のダイヤ改正までの日中は王寺方面からの普通列車が3番のりばで折り返し、和歌山線五条方面と万葉まほろば線を直通する列車が両方向とも2番のりばに入り、同一ホームで王寺方面の列車との接続を図っていた。
- 2022年のダイヤ改正後は万葉まほろば線と休日のみ運転される和歌山線王寺方面からの折り返し列車は3番のりば、和歌山線の直通する上下列車は2番のりばに入線している。ただし、ダイヤの都合上3方向の列車が一斉に入線することもあり、その場合は五条方面の列車と桜井方面の列車のどちらかが1番のりばに入る。
- 朝夕には当駅発着の大和路線天王寺方面へ直通する快速・普通も設定されている。
- 王寺方面から来る最終列車は当駅で夜間滞泊となる。

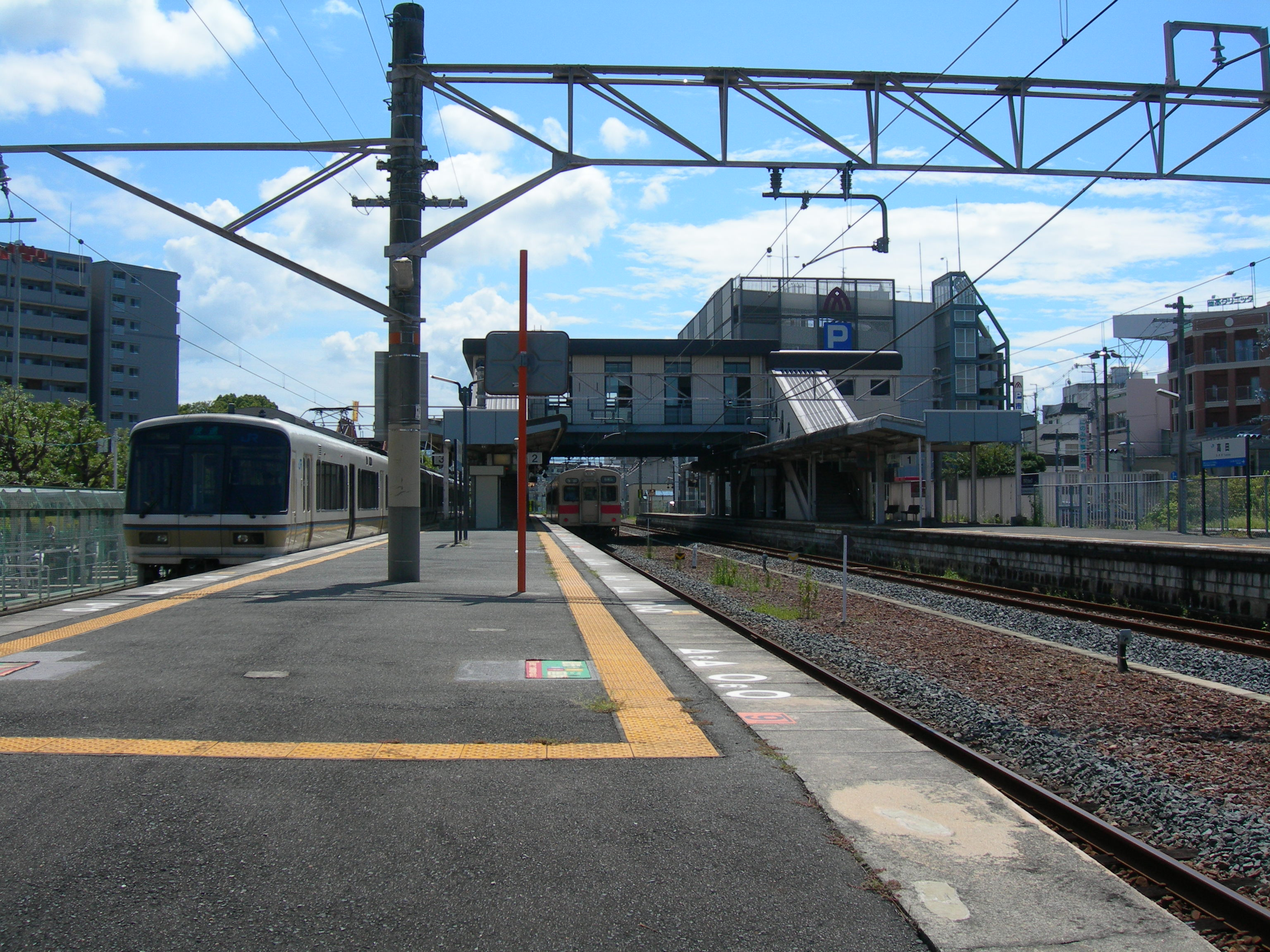
ホーム（2008年8月）

## 利用状況
JR西日本の移動等円滑化取組報告書によれば、2023年（令和5年）度の1日平均乗降人員は4,136人。
「奈良県統計年鑑」と「大和高田市統計資料」によると、近年の1日平均乗車人員は以下の通り。
大和路線直通列車の増発など当駅の利便性が向上してからは、近鉄の大阪方面への利用客（大和高田駅：2019年度乗車人員 8,223人）の転移が見られた時期もあったが、近年は減少傾向にある。
| 年度   | 1日平均 乗車人員 |
| ------ | ---------------- |
| 2000年 | 2,936            |
| 2001年 | 2,943            |
| 2002年 | 2,861            |
| 2003年 | 2,803            |
| 2004年 | 2,813            |
| 2005年 | 2,796            |
| 2006年 | 2,793            |
| 2007年 | 2,725            |
| 2008年 | 2,654            |
| 2009年 | 2,581            |
| 2010年 | 2,552            |
| 2011年 | 2,499            |
| 2012年 | 2,497            |
| 2013年 | 2,513            |
| 2014年 | 2,375            |
| 2015年 | 2,313            |
| 2016年 | 2,300            |
| 2017年 | 2,263            |
| 2018年 | 2,192            |
| 2019年 | 2,196            |
| 2020年 | 1,771            |

## 駅周辺
- 西口
  - 高田警察署高田駅前交番
  - 大和高田市役所
  - 大和高田市立病院
  - 大和高田市立図書館
  - 葛城税務署
  - 大和高田さざんかホール（大和高田文化会館）
  - 弁天座
  - 天神橋筋商店街
  - 本郷通り商店街
  - 奈良県道5号大和高田斑鳩線
  - 関西みらい銀行高田支店
  - 大和信用金庫高田支店
  - 南都銀行高田北支店・高田本町支店・高田支店
  - 紀陽銀行高田支店
  - 日本郵便 大和高田北本町郵便局
- 東口
  - 天神社
  - トナリエ大和高田
  - 日本年金機構大和高田年金事務所
  - 奈良県産業会館
  - 国道165号
  - 近鉄大阪線 大和高田駅

## バス路線
西口、東口から大和高田市コミュニティバス「きぼう号」の路線が発着している。

## 隣の駅
西日本旅客鉄道（JR西日本）
 和歌山線
■快速（大和路線直通、区間快速(大阪環状線直通)含む）・■普通
JR五位堂駅 - 高田駅 - 大和新庄駅
 万葉まほろば線（桜井線）
■快速（高田駅・王寺駅経由JR難波行きのみ運転）
金橋駅 → 高田駅 （→ JR五位堂駅）
■普通
金橋駅 - 高田駅 （- 大和新庄駅、JR五位堂駅）